# تورية جاكية
تورية جاكية (الاسم العلمي:Torreya jackii) هي نوع من النباتات تتبع جنس التورية من الفصيلة الطقسوسية.